# Camp de femmes pour la paix de Greenham Common

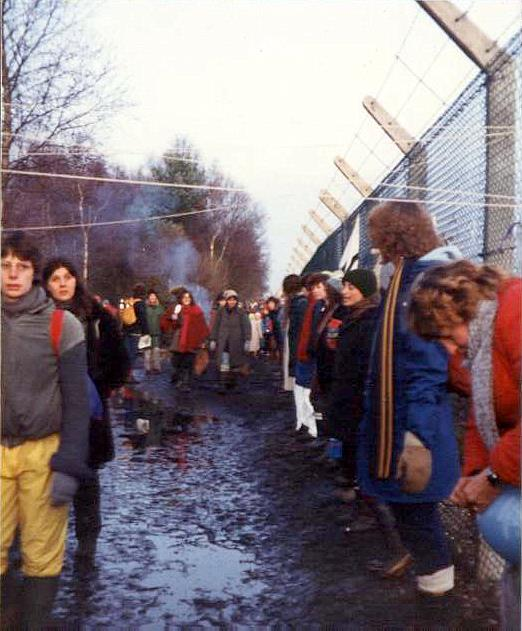
Photographie du campement prise le 12 décembre 1982.

Le Camp de femmes pour la paix à Greenham Common est un campement de protestation pacifiste contre l'installation de missiles nucléaires sur la base Royal Air Force de Greenham Common, dans le Berkshire, l’un des plus anciens comtés d’Angleterre où se trouve le château de Windsor. Le camp de femmes pour la paix a démarré en septembre 1981 et a duré dix-neuf ans, jusqu’à son démantèlement définitif en 2000.

## Historique

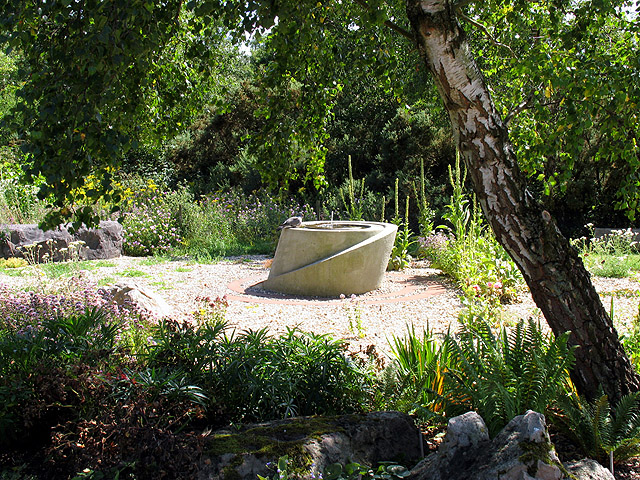
Mémorial à la mémoire de la militante Helen Thomas morte fauchée le 5 août 1989 par un véhicule de police près du camp.

L’implantation du camp démarre en septembre 1981, à l’initiative de trente-six femmes du Pays de Galles qui ont organisé une marche depuis Cardiff afin de protester contre le projet de l’OTAN d’installer sur la base de Greenham Common des missiles de croisière équipés de têtes nucléaires. En février 1982, le camp devient une manifestation réservée aux femmes.
« À leur arrivée à la base militaire, certaines des manifestantes s’enchaînent à la clôture. Les manifestantes de Greenham, qui arborent les couleurs des suffragettes (blanc et violet), véritable symbole de la tradition du refus des femmes britanniques, réclament un débat public télévisé avec le ministère de la Défense […]. Leur demande ayant été rejetée, elles refusent de partir. Un camp voit rapidement le jour à mesure qu’affluent sympathisant.e.s et provisions ».
Fortes de cette solidarité, « elles développèrent des moyens toujours plus imaginatifs de franchir les grilles — en les escaladant, en se faufilant au-dessous, voire en passant au travers — dans le but de perturber sans violence le quotidien des soldats américains qui occupaient la base.
[…] Le 12 décembre 1982, environ trente mille femmes « prirent la base dans leurs bras ». Nous nous tenions toutes par les bras et nous chantions, les pieds enfoncés dans la boue jusqu’aux chevilles. Nous avions décoré les barrières avec des milliers de petits symboles de la vie de tous les jours, tout en y découpant des ouvertures commodes : le grillage eut bientôt un air de laisser-aller, semé de trous comme un tricot raté ».
Ce camp de protestation féministe antiguerre et antinucléaire devient célèbre à partir du 1er avril 1983, lorsque des dizaines de milliers de personnes vont former une chaîne humaine entre Greenham et l’usine d’armements nucléaires d’Aldermaston. L’écho donné par les médias à cet événement va « inciter à la création d’autres campements de protestation pacifiste sur plus d’une douzaine de sites en Grande-Bretagne, en Europe et ailleurs ».
Dès le mois de décembre 1981 et jusqu’aux années 1990, par exemple, un camp de protestation antiguerre et antinucléaire, mixte celui-là, va s’implanter à l’initiative de pacifistes chrétiens, notamment quakers, contre l’installation des missiles Pershing de l’OTAN sur la base RAF de Molesworth, dans le Cambridgeshire.
Les campeuses de Greenham Common, quant à elles, situent d’emblée leur mouvement dans une dimension internationale, en établissant des contacts et en multipliant les échanges avec d’autres protestations féministes antinucléaires et antimilitaristes dans le monde : Pine Gap en Australie, base OTAN de Comiso en Sicile, rescapés des bombardements d’Hiroshima et Nagasaki au Japon, association Women for a Nuclear Free and Independant Pacific, Femmes pour un Pacifique libre, indépendant et dénucléarisé.
Et, bien sûr, avec le campement féministe antiguerre et antinucléaire qui engage aux États-Unis une campagne de protestation symétrique contre les livraisons de missiles nucléaires à l’Europe : le Women’s Encampment for a Future of Peace and Justice (WEFPJ), Camp de femmes pour un futur de paix et de justice s’implante à Seneca Falls, en mémoire de la toute première  convention pour les droits des femmes tenue en juillet 1848, et à proximité du dépôt d’armes de Seneca, au nord de New York. « Bien que l'armée des États-Unis ait obstinément refusé de confirmer ou démentir la présence d’armes nucléaires au dépôt de Seneca, il a été révélé depuis lors que le site servait d’entrepôt aux armes nucléaires avant leur départ pour l’Europe. De plus, des matériaux radioactifs issus du projet Manhattan y étaient également stockés. » À l’été 1983, 12 000 femmes du monde entier se rassemblent pour implanter un camp d’entraînement à la non-violence, puis les manifestations, campements de protestation et actions de désobéissance civile se multiplient tout au long des années 1980, et une présence continue de protestation féministe, antiguerre et antinucléaire est assurée jusqu’à 2006 sur le site de Seneca.
À partir de 1985, un camp de femmes contre l’armement nucléaire s’installe également à Aldermaston, qui va peu à peu se transformer en campagne de protestation féministe permanente contre « la folie nucléaire en général et les armes de destruction massive fabriquées en Angleterre en particulier ». Ces militantes continuent d’organiser des camps de protestation non-mixtes et publient un fil d’actualité sur les initiatives anti-guerre et antinucléaires en Grande-Bretagne. De même, le Campement pacifiste permanent de Faslane qui a démarré en 1984 à côté de la base navale de Faslane en Écosse est toujours actif en 2009, afin de maintenir ainsi vivante la protestation anti-guerre tout en poursuivant l’objectif de « réfléchir au-delà » de toute protestation.
Le Camp de femmes antiguerre de Greenham Common s’affirme « pour le gouvernement Thatcher comme une épine dans le pied qui perdure tout au long des années 1980 ». Bien que les missiles nucléaires aient quitté la base en 1991, conformément au Traité sur les forces nucléaires à portée intermédiaire signé à Washington par Mikhaïl Gorbatchev et Ronald Reagan en décembre 1987, le camp reste actif jusqu’en 2000, afin d’édifier sur place un mémorial et de continuer à protester contre le programme militaire britannique  Trident. Sarah Hipperson, l’une des quatre dernières femmes à lever le camp, en est l’une des fondatrices et elle y a séjourné depuis le début, dix-neuf ans auparavant.
Le 5 octobre 2002, un monument commémorant le camp pacifiste de Greenham Common est inauguré, puis démoli en septembre 2013 après avoir été vandalisé à plusieurs reprises.
Les témoignages de Barrie Trower, ancien membre de la Royal Navy, documentent l'utilisation par la Grande-Bretagne d'armes à micro-ondes contre le mouvement,.

## Importance de la non-mixité
Dès février 1982, le camp est exclusivement réservé aux femmes. Cet aspect est très important car les campeuses mettent en avant leur identité de mère pour légitimer leur protestation contre les armes atomiques, au nom de la sécurité de leurs enfants et des générations futures. En même temps, le fait que le campement soit réservé aux femmes marque leur volonté de s’affirmer dans un domaine strictement réservé aux hommes. Ce n’est pas en recourant à la violence que les femmes de Greenham Common interviennent dans ces espaces de domination virile, mais à travers leur seule présence sur une base militaire de la Royal Air Force. À plusieurs reprises en effet, elles pénètrent sur la base, alors que cet espace leur est rigoureusement interdit.
C’est à la veille du Nouvel An 1982 qu’elles font irruption sur la base RAF pour la première fois : quarante-quatre d’entre elles escaladent les clôtures et se mettent à danser pendant des heures autour et au-dessus des silos contenant les missiles nucléaires.
Le 1er avril 1983, tandis que les mouvements pacifistes forment une chaîne humaine sur plus de vingt kilomètres, deux cents campeuses s’offrent un pique-nique sur la base déguisées en nounours. Comme le note la traductrice de Cynthia Cockburn, « Ce pique-nique d’ourses en peluche est une référence directe à une comptine très connue en Grande-Bretagne ». Mais surtout, par ce déguisement infantile qui contraste radicalement avec l’environnement hautement sécurisé d’une base militaire aéronautique nucléaire, les femmes rappellent l’impérative nécessité de sécuriser en fait l’avenir de leurs enfants et des générations à venir.
Puis, elles organisent un événement majeur intitulé “Reflexions sur la base” le 11 décembre 1983, au cours duquel 50 000 femmes protestent contre les missiles Cruise arrivés à Greenham Common trois semaines auparavant. Leur protestation consiste juste à brandir en silence des miroirs symbolisant l’indispensable retour sur soi qui oblige chacun à réfléchir sur ses actes, à les penser. La journée se termine avec des centaines d’arrestations, tandis que de nombreuses femmes sectionnent les grillages et pénètrent à nouveau sur la base.
En janvier 1987, après la déclaration au Parlement britannique selon laquelle « il n’y a plus une seule femme à Greenham, aucun grillage n'a été coupé, donc il n'y a pas de frais de réparation », de petits groupes d’entre elles découpent les grillages de la base chaque nuit pendant une semaine.
L’ensemble du camp de paix est constitué en fait de neuf petits campings tout autour de la base RAF. Le premier, intitulé Yellow Gate, camp “Porte Jaune”, se focalise plutôt sur la culture New Age, Violet Gate, “Porte Mauve“, sur la religion, et seul le camp Green Gate, “Porte Verte”, strictement réservé aux femmes, ne laisse entrer aucun visiteur masculin. « Lorsque des hommes sont invités au camp dans le cadre d’actions et d’événements, il leur est spécifiquement demandé de participer aux crèches pour les enfants, à la cuisine et à d’autres formes d’assistance traditionnellement dévolues aux femmes ».

## Sources d’inspiration
Alice Cook et Gwyn Kirk, deux des campeuses de Greenham Common, ont publié en 1983 Des femmes contre des missiles « pour inciter les autres à convertir leurs sentiments de passivité, d’inertie et d’impuissance en actions réelles. La clairvoyance, le courage et l’exubérance des femmes de Greenham peuvent aujourd’hui encore servir de modèle aux activistes. »
Les femmes du camp de Greenham Common ont aussi inspiré plusieurs initiatives artistiques au Royaume-Uni et ailleurs, parmi lesquelles la plus importante est probablement Window Peace, qui s’installe du 12 décembre 1986 au 11 novembre 1987 sur West Broadway, à New York. À l’initiative de l’artiste féministe plasticienne, photographe et vidéaste Susan Kleckner, des femmes artistes se succèdent chaque semaine un an durant pour exposer leurs œuvres, installations ou performances dans une vitrine du Soho Zat, un entrepôt de Manhattan. Depuis l’été 2016, un site web retrace l’historique de cette manifestation artistique parallèle au Women’s Encampment for a Future of Peace & Justice, campement de protestation qui s’est tenu de 1983 à 2006 à proximité de l’entrepôt d’armes de Seneca en solidarité avec les femmes de Greenham Common.

## Obstacles multiples et critiques récurrentes
En s’imposant sur une base militaire, ces femmes affirment leur refus de rester à la maison sans rien faire, tandis que seuls les hommes seraient censés affronter de façon virile les affaires sérieuses. Chaque jour qui passe, le refus de ces mères de rentrer à la maison constitue un défi contre la traditionnelle assignation des femmes au foyer. De nombreux médias interpellent leur action : si elles tiennent tant à assurer l’avenir de leurs enfants, comme elles disent, pourquoi ne restent-elles pas sagement à la maison pour s’occuper d’eux ? Les médias veulent ainsi ignorer l’identité collective de ces femmes, qui consiste à s‘affirmer comme mères protectrices des enfants ; ils mettent l’accent sur le caractère illégal du campement, en le décrivant comme un nid de sorcières menant des activités criminelles, arguant que ces femmes mettent en péril les valeurs de la famille et de l’État.
En plus du contrôle policier constant, plus ou moins opiniâtre selon les circonstances, les campeuses de Greenham Common devront aussi affronter en permanence la critique des mouvements pacifistes et anti-nucléaires traditionnels.
Le mouvement Pugwash, notamment, fondé en 1957 et lauréat du prix Nobel de la paix en 1995 pour son action en faveur du désarmement nucléaire, ne leur a jamais apporté le moindre soutien. Et ce bien que sa présidence ait été assurée de 1976 à 1988 par Dorothy Hodgkin, troisième femme à être admise comme “fellow” à la Royal Society (1945) et prix Nobel de chimie en 1964. Mère de trois enfants et par ailleurs professeur à Oxford (où elle eut entre autres élèves Margaret Thatcher), Dorothy Hodgkin reste pourtant la seule femme qui ait présidé ce mouvement international de scientifiques.
Les rapports ne furent pas simples avec la puissante organisation CND (Campaign for Nuclear Disarmament), fondée en février 1957 sous le nom initial de NCNWT (National Campaign against Nuclear Weapons Tests) Campagne nationale contre les essais d’armes nucléaires. Avec l’installation des missiles nucléaires américains sur des bases britanniques, la CND a vu ses effectifs passer de 4 287 à 100 000 adhérents entre 1979 et 1985.

« De quel droit cette bande de femmes empêchaient-elles les organisations mixtes plus grandes et plus expérimentées de mener la résistance sur ce bout de terre britannique que le gouvernement avait livré à Ronald Reagan ? […] Le fait que les médias aient traité les campeuses avec un mélange de paternalisme, de mépris et d’hostilité n’aidait pas la CND à les considérer favorablement. D’après une recherche commandée par la CND mais jamais publiée : « À cause des femmes de Greenham, une cause potentiellement populaire se trouve noyée sous des vagues de critiques qui s’adressent directement aux campeuses. Elles discréditent ainsi une cause qu’elles ont pourtant promis de défendre. » La CND nationale en était presque arrivée à la scission sur la question de Greenham, mais le campement pacifiste pouvait compter sur de solides soutiens dans de nombreuses branches locales de la CND, où les femmes étaient majoritaires. »

De leur côté, bien que souvent issues de ces mouvements et loin de refuser tout contact avec des organisations mixtes, les campeuses de Greenham revendiquent très concrètement leur droit à exprimer une protestation spécifique, toujours non violente mais énergique et imaginative, audacieuse et parodique, anti-hiérarchique et anti-patriarcale, dans le souci constant d’inventer ses modes d’auto-organisation au lieu de consolider une quelconque culture d’appareil.

## Documentaires
- Common Sense: Greenham Actions 1982, Gwyn Kirk, 1983
- Carry Greenham Home (en), Amanda Richardson et Beeban Kidron, 69 min, 1983
- The Greenham Challenge: Bringing missiles to trial, Peter Wiesner, Center for Constitutional Rights, 1992
- Greenham Common: Both sides of the fence, Meridian Broadcasting, 1994
- And the Fence Came Tumbling Down, Janet Bloomfield, Tim Knock, Pamela Meidell, 2001
- Des femmes contre des missiles, Sonia Gonzalez, 52 min, 2021